# Orveau
Orveau és un municipi francès, situat al departament de l'Essonne i a la regió de Illa de França. L'any 2007 tenia 205 habitants.
Forma part del cantó d'Étampes, del districte d'Étampes i de la Comunitat de comunes de la Val d'Essonne.

## Demografia

### Població
El 2007 la població de fet d'Orveau era de 205 persones. Hi havia 70 famílies, de les quals 12 eren unipersonals (4 homes vivint sols i 8 dones vivint soles), 17 parelles sense fills, 33 parelles amb fills i 8 famílies monoparentals amb fills.
La població ha evolucionat segons el següent gràfic:
Habitants censats

### Habitatges
El 2007 hi havia 99 habitatges, 71 eren l'habitatge principal de la família, 27 eren segones residències i 2 estaven desocupats. 98 eren cases i 1 era un apartament. Dels 71 habitatges principals, 62 estaven ocupats pels seus propietaris i 8 estaven llogats i ocupats pels llogaters; 5 tenien dues cambres, 8 en tenien tres, 23 en tenien quatre i 34 en tenien cinc o més. 57 habitatges disposaven pel capbaix d'una plaça de pàrquing. A 25 habitatges hi havia un automòbil i a 43 n'hi havia dos o més.

### Piràmide de població
La piràmide de població per edats i sexe el 2009 era:
| Homes | Edats   | Dones |
| ----- | ------- | ----- |
| 0     | 95 o +  | 0     |
| 0     | 90 a 94 | 0     |
| 0     | 85 a 89 | 0     |
| 0     | 80 a 84 | 0     |
| 0     | 75 a 79 | 4     |
| 0     | 70 a 74 | 0     |
| 4     | 65 a 69 | 0     |
| 4     | 60 a 64 | 4     |
| 0     | 55 a 59 | 4     |
| 16    | 50 a 54 | 8     |
| 8     | 45 a 49 | 8     |
| 8     | 40 a 44 | 0     |
| 16    | 35 a 39 | 12    |
| 4     | 30 a 34 | 0     |
| 12    | 25 a 29 | 4     |
| 0     | 20 a 24 | 12    |
| 8     | 15 a 19 | 16    |
| 4     | 10 a 14 | 16    |
| 12    | 5 a 9   | 4     |
| 8     | 0 a 4   | 8     |

## Economia
El 2007 la població en edat de treballar era de 138 persones, 113 eren actives i 25 eren inactives. De les 113 persones actives 104 estaven ocupades (53 homes i 51 dones) i 9 estaven aturades (3 homes i 6 dones). De les 25 persones inactives 3 estaven jubilades, 21 estaven estudiant i 1 estava classificada com a «altres inactius».

### Ingressos
El 2009 a Orveau hi havia 72 unitats fiscals que integraven 207 persones, la mediana anual d'ingressos fiscals per persona era de 22.000 €.

### Activitats econòmiques
Dels 5 establiments que hi havia el 2007, 1 era d'una empresa de fabricació d'altres productes industrials, 1 d'una empresa immobiliària, 2 d'empreses de serveis i 1 d'una empresa classificada com a «altres activitats de serveis».
L'any 2000 a Orveau hi havia 3 explotacions agrícoles que ocupaven un total de 498 hectàrees.

## Equipaments sanitaris i escolars
El 2009 hi havia una escola elemental.

## Poblacions properes
El següent diagrama mostra les poblacions més properes.